# Štadión Na Zahrádkach
Štadión Na Zahrádkach – stadion piłkarski w Rymawskiej Sobocie, na Słowacji. Obiekt może pomieścić 5000 widzów. Swoje spotkania rozgrywają na nim piłkarze klubu MŠK Rimavská Sobota.